# (15507) Rengarajan
(15507) Rengarajan est un astéroïde de la ceinture principale.

## Description
(15507) Rengarajan est un astéroïde de la ceinture principale. Il fut découvert le 9 septembre 1999 à Socorro (Nouveau-Mexique) par le projet LINEAR. Il présente une orbite caractérisée par un demi-grand axe de 2,40 UA, une excentricité de 0,14 et une inclinaison de 5,7° par rapport à l'écliptique.

## Compléments